# Дореволюционная фантастика
Дореволюционная фантастика — условное название русской фантастики в досоветский период. 
Тремя ключевыми произведениями этой поры считаются утопии «4338 год» Одоевского (1835), «Что делать?» Чернышевского (1863) и «Красная Звезда» Богданова (1908). Магистральную тему дореволюционной фантастики составляет описание будущего, в котором царствуют наука и прогресс. Большие надежды возлагаются на алюминий и электричество.
Также устойчивый интерес проявляется к путешествиям на Луну («На Луне», 1887), Марс («На другой планете», 1901) и Венеру («Острова эфирного океана», 1914). Перемещение в пространстве осуществляется либо внезапно, либо посредством обмена сознанием с инопланетным жителем, либо в специальном аппарате с каютами, предназначенном для плавания в эфире. 
Отдельное направление дореволюционной фантастики составляет мистическая фантастика, ярким примером которой служит повесть Гоголя «Вий» (1833), которая отчасти родственна современному жанру фэнтези. Герои живут в реальном мире дореволюционной Российской империи, но посредством ведьм, гномов, суккубов, спиритических сеансов, карт таро, «индусских факиров» и «еврейских каббалистов» соприкасаются с потусторонним миров.